# Waveshape
Waveshape war eine Gruppe im Bereich der elektronischen Musik, gegründet 1990 in Köln. Stilistisch kann man ihre Musik der Berliner Schule zuordnen. Nach 5 Studio- und einem Livealbum löste sich die Gruppe Ende 1998 wieder auf.

## Geschichte
Waveshape bestand aus den beiden Musikern Michael Neihs und Volker Jüngerich. Ihr Studio befand sich in Windeck-Stromberg. 1998 brachten die beiden unter dem Pseudonym Radium noch das ursprünglich als Trilogie gedachte Album Arkos (1) Rückkehr der kosmischen Kuriere heraus. 2004 veröffentlichte Michael Neihs im Eigenvertrieb unter dem Pseudonym Heizkoerper das Album My fetching Red Firebutton. Die 8 Tracks waren für ein nie veröffentlichtes Computerspiel gedacht.

## Erwähnenswertes
Für das Album "Polychrom" wurden akustische Signale der kosmischen Hintergrundstrahlung in die Musik eingebunden. Als eine der ersten Gruppen überhaupt setzte Waveshape bei ihren Auftritten eine von Jeff Minter programmierte Virtual-Light-Machine ein, die synchron zur Musik farbige Effekte auf eine Leinwand projizierte. 1996 erschien zum 20-jährigen Jubiläum der Marslandung der Viking-Sonden das Album Searching for Life – The Mars Project Vol. 1. Waveshape überarbeitete hierfür den ein Jahr vorher auf dem Album Zyklus erschienenen Song Abendstern und brachte ihn unter dem Titel Abendstern Remix '96 neu heraus.

## Diskografie
- 1993: Sigma
- 1994: Polychrom
- 1995: Zyklus
- 1996: Wellenformen
- 1997: 69:30 – Live 96/97
- 1999: Vestige – The Next Steps